# Ulrike Klotz
Ulrike Klotz (n. 15 noiembrie 1970, Cottbus, RDG) este o gimnastă artistică ce a reprezentat Republica Democrată Germană, medaliată olimpică. A participat la o ediție a Jocurilor Olimpice (1988) în care a câștigat o medalie de bronz.

## Participări
Lista de mai jos prezintă principalele competiții la care a participat Ulrike Klotz de-a lungul carierei.
- gymnastics at the 1988 Summer Olympics – women's artistic team all-around[*]